# Orhinkari
Orhinkari är en ö i Finland. Den ligger i Skärgårdshavet och i kommunen Nådendal i den ekonomiska regionen  Åbo ekonomiska region i landskapet Egentliga Finland, i den sydvästra delen av landet. Ön ligger omkring 40 kilometer väster om Åbo och omkring 190 kilometer väster om Helsingfors. 
Öns area är 1,8 hektar och dess största längd är 210 meter i sydöst-nordvästlig riktning. Närmaste större samhälle är Tövsala, 17,9 km norr om Orhinkari.